# Китайская черноголовая иволга
Кита́йская черноголо́вая и́волга, или кита́йская и́волга, или черноголо́вая и́волга (лат. Oriolus chinensis), — вид птиц семейства иволговых, распространённый преимущественно в Восточной Азии. Выделяют 20 подвидов.

## Описание
Птица достигает длины от 23 до 26 см. Её можно легко узнать по необычно сияющему и красочному оперению. У самки оперение скорее желтовато-зеленое и серо-белое, у самцов — золотистое и чёрное. У птицы красный, конусообразный клюв. Птицы не очень общительны, достаточно робкие и редко появляются из своих убежищ в кроне дерева. Продолжительность жизни составляет почти 15 лет.

## Распространение
Китайская черноголовая иволга живёт в Азии, преимущественно она распространена в Китае, Корее, на Яве и Филиппинах. Это перелётная птица, которая зимует преимущественно в Южном Китае, южном Индокитае, Мьянме и на Малайском полуострове. В Европе также можно наблюдать птиц летом. Птица предпочитает жить в областях с температурами между 22 и 30 °C. Чаще она держится на деревьях в парках или скрывается в близлежащих к поселениям лесах. Вопреки своим ярким цветам иволга хорошо скрыта между листьями высоких деревьев, но всё же жизненному пространству птиц угрожает беспрерывное корчевание лесов. Браконьеры также представляют проблему для популяции животных.

## Питание
Китайская черноголовая иволга предпочитает, с одной стороны, насекомых, как напр., майских жуков, моли, саранчу, гусениц, бабочек, жуков, цикад, но также и плоды, такие как лесные ягоды, черешню и смородину. Чтобы отделить плоды от косточек, птица использует свой конусообразный клюв, с помощью которого она может легко отделить мякоть плода от косточки. Молодые птицы учат эту технику, подражая действиям своих родителей.

## Размножение
Каждый год самец китайской черноголовой иволги оповещает о начале брачного периода флейтовым призывом «бююло», привлекая им самок. После спаривания пары строят изящное чашеобразное гнездо преимущественно в защищённых смешанных лесах Китая, Кореи и Маньчжурии, которое строится из частей корней и коры. Гнездо всегда расположено между двумя развилинами. Самка в период с мая по июль откладывает от 2 до 5 яиц красноватого цвета с красно-коричневыми крапинами. Летом животные гнездятся также в Европе. В то время как самка насиживает кладку, самец с трещащими и каркающими призывами прогоняет разорителей гнёзд. Через 14—15 дней появляются птенцы, кормят которых обе взрослые птицы. Уже в первый год жизни молодые птицы покидают своё гнездо.